# Aeródromo de Fik

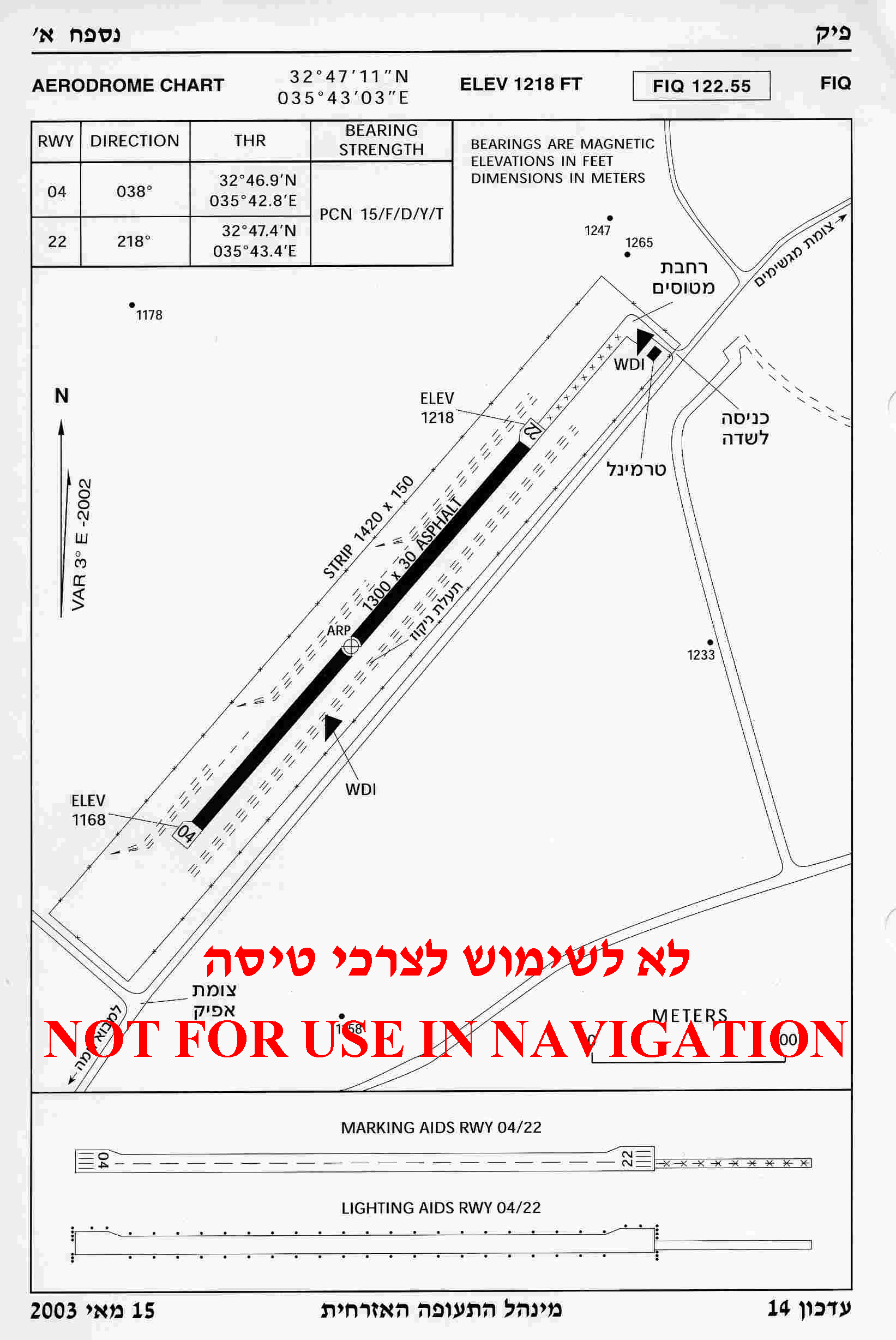
Aeródromo de Fik

El Aeródromo de Fik (en hebreo: מנחת פיק; en árabe: مطار فيك) (ICAO: LLFK) es un campo de aviación israelí situado en los Altos del Golán (un territorio ocupado por Israel y reclamado por Siria) cerca del asentamiento israelí y kibutz Afik y del antiguo pueblo sirio de Fiq. El aeródromo se utiliza para actividades relacionadas con la aviación de carácter privado y es gestionado por el Concejo Regional Golán. Fik ha visto una caída del tráfico aéreo en los últimos años, pero es utilizado por Elbit Systems para probar sus vehículos aéreos no tripulados (VANT). El campo de aviación fue en 2001 la sede del campeonato de carreras de karts de Israel y se sugerido que sea convertido en un circuito de carreras.